# 헤라르뒤스 엇호프트
헤라르뒤스 엇호프트(네덜란드어: Gerardus 't Hooft, 1946년 7월 5일 ~ ) 또는 헤라르트 엇호프트(네덜란드어: Gerard 't Hooft, IPA: [xɪrɑrt ət ho:ft])는 네덜란드 위트레흐트 대학교의 이론물리학자이다. 그는 양자역학에서 전자기약력에 대한 공로로 1999년 그의 지도교수였던 마르티뉘스 펠트만과 함께 노벨 물리학상을 수상하였다. 소행성 9491 엇호프트는 그의 이름을 따서 명명되었다.

## 같이 보기
- 점근 자유성
- 파울리-빌라르 조절